# Microsoft Lumia 535
O Lumia 535 é o smartphone com as mesmas configurações do Lumia 530, mas possui algumas diferenças como uma câmera frontal de 5MP, Flash LED na câmera traseira e 1GB de RAM. Foi lançado pela Microsoft em 11 de novembro de 2014. No Brasil, ele foi lançado no dia 6 de fevereiro de 2015 com um preço sugerido de R$ 599,99. Hoje em dia está R$ 399,00

## Design
Os botões físicos do Lumia 535 são apenas os de volume e o de liga/desliga, como também no 530, 630, 635, 730 e 735 os clássicos botões sensíveis ao toque da Nokia foram incorporados à tela: são agora virtuais, localizados na parte inferior do display. É o primeiro smartphone da Microsoft a vir sem a marca "Nokia" embutida no aparelho, nos acessórios e no boot.

## Software
O Lumia 535 é o quinto smartphone a vir com o Windows Phone 8.1 de fábrica. Isso significa que o modelo conta com novidades bastante esperadas para quem é adepto da plataforma, como área de notificações no topo da tela, botões virtuais na parte inferior desta, plano de fundo personalizável, Internet Explorer 11, atualização automática de apps, entre outros. A área de notificações funciona como nas plataformas rivais: arraste o topo da tela para baixo e ela mostrará seus detalhes. Os botões virtuais (voltar, home e pesquisar) vieram para substituir os botões fixos que, nos modelos lançados até pouco tempo atrás, ficavam abaixo da tela. A assistente de voz Cortana também é um dos atrativos do Windows Phone 8.1.
Obs: O Windows Phone 535 Dual Sim vai receber o Windows 10.

### Lumia Denim
O Lumia 730, 735, 830 e o 535 são os primeiros smartphones a vir com a nova atualização da Microsoft. O Lumia Denim traz muitas novidades no aplicativo Lumia Câmera. Agora você poderá organizar sua tela inicial do jeito que você quiser com a possibilidade de criação de pastas. Você também pode esconder os botões virtuais da tela, grande diferencial dos concorrentes. Também poderá combinar várias mensagens de texto em um, e em seguida, encaminhá-los para outra pessoa. No alarme poderá personalizar o tempo de repetição de um alarme, e depois desfrutar de um pouco mais shuteye para a hora que quiser e ainda muitas outras novidades.

## Versões
| Modelo                 | Bandas GSM                    | Notas                                 |
| ---------------------- | ----------------------------- | ------------------------------------- |
| Lumia 535 (single SIM) | Quad Band (850/900/1800/1900) | Não irá ser comercializado no Brasil. |
| Lumia 535 (dual SIM)   | Quad Band (850/900/1800/1900) |                                       |

## Especificações

### Tela
Com um aspecto de 8,8mm, o Lumia 535 é um aparelho mais fino que o Lumia 530 e 520. Assim como os demais smartphones que vêm com Windows Phone 8.1 de fábrica, o 535 possui botões virtuais de home, pesquisar e voltar, e não físicos.

### Câmera
A câmera do Lumia 535 é de 5 megapixels com flash LED. O diferencial do aparelho é que possui uma câmera frontal de 5MP com lente grande-angular, a mesma que equipa os já conhecidos selfiephones Nokia Lumia 730/735.

### Hardware e processamento
O conjunto de processamento do Lumia 535 conta com chipset Qualcomm Snapdragon 200, CPU quad-core de 1.2 GHz e GPU Adreno 302 e memória RAM de 1GB. Isso que dizer que você pode jogar todos os jogos da Windows Store.

### Armazenamento e Micro-SIM
O Lumia 535 usa um cartão Micro-SIM. Todos os dados são armazenados na memória flash, 8GB, e também no cartão SD. O Lumia 535 possui uma memória expansível de até 128GB via cartão SD.

### Energia e bateria
- Bateria interna de íon de lítio recarregável;
- Bateria removível;
- Carga via USB do computador ou carregador de tomada;
- Tempo de conversação: Até 780 minutos;
- Tempo em espera: Até 552 horas;

### Conteúdo da caixa
- Aparelho lumia 535;
- Carregador padrão Microsoft;
- Manual de usuário.
- Obs: Os fones de ouvido, cabo USB tem que comprar por fora!

## Personalização de cores
Assim como outros aparelhos da linha Lumia, o Lumia 535 possui capas coloridas oferecendo a você mais formas para personalizar a aparência de seu telefone. As cores disponíveis para ele são laranja, preto, cinza, verde, amarelo, branco e azul.

## Problemas conhecidos
Um dos grandes problemas que alguns usuários de Microsoft Lumias 535 enfrentaram foi um problema que afeta o touch screen do aparelho. Muitas pessoas reportaram-no afirmando que a tela não estava tão sensível ao toque e ele não era reconhecido no lugar certo, executando algumas funções que não tinham muita relação com a ideia original do usuário. A Microsoft já estava ciente disso e havia prometido uma atualização para corrigir este erro em meados de Janeiro de 2015. Mesmo depois da atualização, o problema ainda persistia. Outro problema também conhecido por parte de usuários do Lumia 535 era a impossibilidade de baixar novos idiomas adicionais no aparelho, causando erros desconhecidos.